# سگ پشمالو (فیلم ۲۰۰۶)
سگ پشمالو (انگلیسی: The Shaggy Dog) یک فیلم تخیلی-کمدی به کارگردانی برایان رابینز محصول سال ۲۰۰۶ میلادی است.